# Dzielnice Hongkongu
Hongkong – formalnie: Specjalny Region Administracyjny Hongkong Chińskiej Republiki Ludowej, dzieli się na 18 dzielnic. Podział taki ustalono na początku lat 80. XX wieku, w czasie kiedy Hongkong znajdował się jeszcze pod kontrolą Wielkiej Brytanii. Wraz z przejęciem Hongkongu przez Chiny poszczególne miasta hongkońskie utraciły swój dotychczasowy status – całe terytorium Hongkongu stało się jednym obszarem miejskim. Utrzymany natomiast został podział na dzielnice.

Podział na dzielnice

## Podział na regiony
Każdy z trzech regionów podzielony jest na następujące dzielnice:
- Wyspa Hongkong (香港島): 
  - Central and Western (中西區), Eastern (東區), Southern (南區), Wan Chai (灣仔)
- Koulun (九龍): 
  - Kowloon City (九龍城), Kwun Tong (觀塘), Sham Shui Po (深水埗), Wong Tai Sin (黃大仙), Yau Tsim Mong (油尖旺)
- Nowe Terytoria (新界):
  - Islands (離島), Kwai Tsing (葵青), North (北區), Sai Kung (西貢), Sha Tin (沙田), Tai Po (大埔), Tsuen Wan (荃灣), Tuen Mun (屯門), Yuen Long (元朗)

## Podział na dzielnice przedstawiony na mapie
1. Islands
2. Kwai Tsing
3. North
4. Sai Kung
5. Sha Tin
6. Tai Po
7. Tsuen Wan
8. Tuen Mun
9. Yuen Long
10. Kowloon City
11. Kwun Tong
12. Sham Shui Po
13. Wong Tai Sin
14. Yau Tsim Mong
15. Central and Western
16. Eastern
17. Southern
18. Wan Chai